# راكيل موريللو (لشبونة)
راكيل موريللو (لشبونة) شخصية خيالية في مسلسل سرقة الأموال على شبكة نتفليكس ، يصورها إيتزيار إيتونيو .  كانت مفتشة في فيلق الشرطة الوطنية وكانت مسؤولة عن التحقيق قبل إجبارها على الاستقالة لفشلها في وقف السرقة في دار سك النقود الملكية. في وقت لاحق انضمت إلى مجموعة اللصوص لسرقة بنك إسبانيا.